# 謝岐
謝岐（しゃ き、生年不詳 - 561年）は、南朝梁から陳にかけての人物。本貫は会稽郡山陰県。

## 経歴
梁の太学博士の謝達の子として生まれた。尚書金部郎や山陰県令をつとめた。侯景の乱が起こると、東陽に流寓した。侯景の乱が平定されると、張彪の下についた。張彪は呉郡太守や会稽郡太守をつとめたが、郡の庶務については長史の謝岐に一任した。張彪が征戦におもむくと、謝岐はつねに郡の留守を預かった。張彪が敗れると、謝岐は陳霸先に召されて機密に参与し、尚書右丞を兼ねた。戦役がつづき、軍糧は事欠くことが多かったが、謝岐が軍糧の調達と補給を管理したため、陳霸先に重んじられた。永定元年（557年）、尚書右丞を兼任したまま、給事黄門侍郎・中書舎人となった。天嘉2年（561年）、死去した。通直散騎常侍の位を追贈された。

## 伝記資料
- 『陳書』巻16 列伝第10
- 『南史』巻68 列伝第58